# فرودگاه صحرایی ایمز
فرودگاه صحرایی ایمز (به انگلیسی: Ames Field) یک فرودگاه همگانی بهره‌برداری هوایی است که یک باند فرود چمن دارد و طول باند آن ۷۹۲ متر است. این فرودگاه در شهر ترنتون، فلوریدا کشور ایالات متحده آمریکا قرار دارد و در ارتفاع ۲۰ متری از سطح دریا واقع شده است.